# كأس ويلز 1961–62
كأس ويلز 1961–62 (بالإنجليزية: 1961–62 Welsh Cup)‏ هو موسم من كأس ويلز. فاز فيه نادي بانغور سيتي.